# BNP Paribas Warsaw Open 2023
BNP Paribas Warsaw Open 2023 byl tenisový turnaj na ženském profesionálním okruhu WTA Tour hraný v tenisovém klubu Legia Tenis & Golf. Třetí ročník Poland Open probíhal mezi 24. až 30. červencem 2023 v polském hlavním městě Varšava. Organizátoři poprvé nahradili antuku tvrdým povrchem Laykold, pro plynulejší přechod tenistek na turnaje US Open Series hrané na témže povrchu.
Turnaj dotovaný 259 303 dolary patřil do kategorie WTA 250. Dvěma nejvýše nasazenými singlistkami se staly finalistky French Open 2023, polská světová jednička Iga Świąteková a česká osmnáctá hráčka pořadí Karolína Muchová. Jako poslední přímá účastnice do hlavní soutěže nastoupila Číňanka Jüan Jüe. Titulárním partnerem byl potřetí bankovní dům BNP Paribas.
V důsledku invaze Ruska na Ukrajinu na konci února 2022 řídící organizace tenisu ATP, WTA a ITF s grandslamy rozhodly, že ruští a běloruští tenisté mohli dále na okruzích startovat, ale do odvolání nikoli pod vlajkami Ruska a Běloruska. Na polské území nebyla vpuštěna Ruska Věra Zvonarevová, ačkoli na turnaji startovaly jedna ruská a dvě běloruské hráčky.
Patnáctý singlový titul na okruhu WTA Tour a první na polské půdě vybojovala  Iga Świąteková. Čtyřhru ovládl britsko-belgický pár Heather Watsonová a Yanina Wickmayerová, jehož členky získaly premiérovou společnou trofej.

## Rozdělení bodů a finančních odměn

### Rozdělení bodů
| Soutěž  | Soutěž      | vítězky | finalistky | semifinalistky | čtvrtfinalistky | 16 v kole | 32 v kole | Q  | Q2 | Q1 |
| ------- | ----------- | ------- | ---------- | -------------- | --------------- | --------- | --------- | -- | -- | -- |
| dvouhra | [ 2 ] [ 9 ] | 280     | 180        | 110            | 60              | 30        | 1         | 18 | 12 | 1  |
| čtyřhra | [ 10 ]      | 280     | 180        | 110            | 60              | 1         | —         | —  | —  | —  |

### Finanční odměny
| Soutěž                                | Soutěž      | vítězky  | finalistky | semifinalistky | čtvrtfinalistky | 16 v kole | 32 v kole | Q2      | Q1      |
| ------------------------------------- | ----------- | -------- | ---------- | -------------- | --------------- | --------- | --------- | ------- | ------- |
| dvouhra                               | [ 2 ] [ 9 ] | 34 228 $ | 20 226 $   | 11 276 $       | 6 418 $         | 3 920 $   | 2 804 $   | 2 075 $ | 1 340 $ |
| čtyřhra                               | [ 10 ]      | 12 477 $ | 7 000 $    | 4 020 $        | 2 400 $         | 1 848 $   | —         | —       | —       |
| částky ve čtyřhře jsou uváděny na pár |             |          |            |                |                 |           |           |         |         |

## Ženská dvouhra

### Nasazení
| Stát                             | Hráčka             | WTA | Nasazení |
| -------------------------------- | ------------------ | --- | -------- |
| Polsko                           | Iga Świąteková     | 1.  | 1.       |
| Česko                            | Karolína Muchová   | 18. | 2.       |
| Česko                            | Kateřina Siniaková | 33. | 3.       |
| Čína                             | Ču Lin             | 40. | 4.       |
| Čína                             | Čang Šuaj          | 45. | 5.       |
| Itálie                           | Camila Giorgiová   | 50. | 6.       |
| Česko                            | Linda Fruhvirtová  | 56. | 7.       |
| Česko                            | Linda Nosková      | 61. | 8.       |
| Žebříček WTA k 17. červenci 2023 |                    |     |          |

### Jiné formy účasti
Následující hráčky obdržely divokou kartu do hlavní soutěže: 
- Maja Chwalińská
- Weronika Ewaldová
- Karolína Muchová

Následující hráčka nastoupila pod žebříčkovou ochranou:
- Kristína Kučová

Následující hráčky postoupily z kvalifikace:
- Jana Fettová
- Julija Hatouková
- Ankita Rainová
- Rebecca Šramková

Následující hráčka postoupila z kvalifikace jako šťastná poražená:
- Natalija Stevanovićová

### Odhlášení
před zahájením turnaje
- Margarita Betovová → nahradila ji  Yanina Wickmayerová
- Katie Boulterová → nahradila ji  Nao Hibinová
- Marie Bouzková → nahradila ji  Tereza Martincová
- Camila Giorgiová → nahradila ji  Natalija Stevanovićová
- Rebeka Masárová → nahradila ji  Viktória Hrunčáková
- Ajla Tomljanovićová → nahradila ji  Lucrezia Stefaniniová
- Lesja Curenková → nahradila ji  Heather Watsonová
- Markéta Vondroušová → nahradila ji  Jodie Burrageová
- Wang Sin-jü → nahradila ji  Jessika Ponchetová
- Věra Zvonarevová → nahradila ji  Laura Siegemundová

## Ženská čtyřhra

### Nasazení
| Stát                                                                         | Hráčka               | Stát               | Hráčka                  | WTA  | Nasazení |
| ---------------------------------------------------------------------------- | -------------------- | ------------------ | ----------------------- | ---- | -------- |
| Čína                                                                         | Čang Šuaj            | Čína               | Ču Lin                  | 119. | 1.       |
| Gruzie                                                                       | Natela Dzalamidzeová | Rumunsko           | Monica Niculescuová     | 122. | 2.       |
| Slovensko                                                                    | Viktória Hrunčáková  | Slovensko          | Tereza Mihalíková       | 125. | 3.       |
|                                                                              | Lidzija Marozavová   |                    | Aljaksandra Sasnovičová | 147. | 4.       |
| Spojené království                                                           | Alicia Barnettová    | Spojené království | Olivia Nichollsová      | 160. | 5.       |
| Žebříček WTA k 17. červenci 2023; číslo je součtem umístění obou členek páru |                      |                    |                         |      |          |

### Jiné formy účasti
Následující páry obdržely divokou kartu do hlavní soutěže:
- Maja Chwalińská /  Jessika Ponchetová
- Martyna Kubková /  Natalija Stevanovićová

Následující pár nastoupil z pozice náhradníka:
- Ankita Rainová /  Jüan Jüe

### Odhlášení
před zahájením turnaje
- Natela Dzalamidzeová /  Monica Niculescuová → nahradily je  Ankita Rainová /  Jüan Jüe
- Priska Nugrohová /  Jessy Rompiesová → nahradily je  Oana Gavrilová /  Jessy Rompiesová
- Laura Siegemundová /   Věra Zvonarevová → nahradily je  Linda Fruhvirtová /  Laura Siegemundová

## Přehled finále

### Ženská dvouhra
- Iga Świąteková vs.  Laura Siegemundová, 6–0, 6–1

### Ženská čtyřhra
- Heather Watsonová /  Yanina Wickmayerová vs.  Weronika Falkowská /  Katarzyna Piterová, 6–4, 6–4